# Shahe
Shahe (沙河 ; pinyin : Shāhé) est une ville de la province du Hebei en Chine. C'est une ville-district placée sous la juridiction de la ville-préfecture de Xingtai.

## Démographie
La population du district était de 469 780 habitants en 1999.

## Climat
Le 19 mai 2025, Shahe a subi un record de chaleur, à 42,9 °C, alors qu'au même moment 99 stations météorologiques à travers le pays étalaient ou dépassaient le maximum de température jamais enregistré par elles pour un mois de mai.